# 公津之杜站

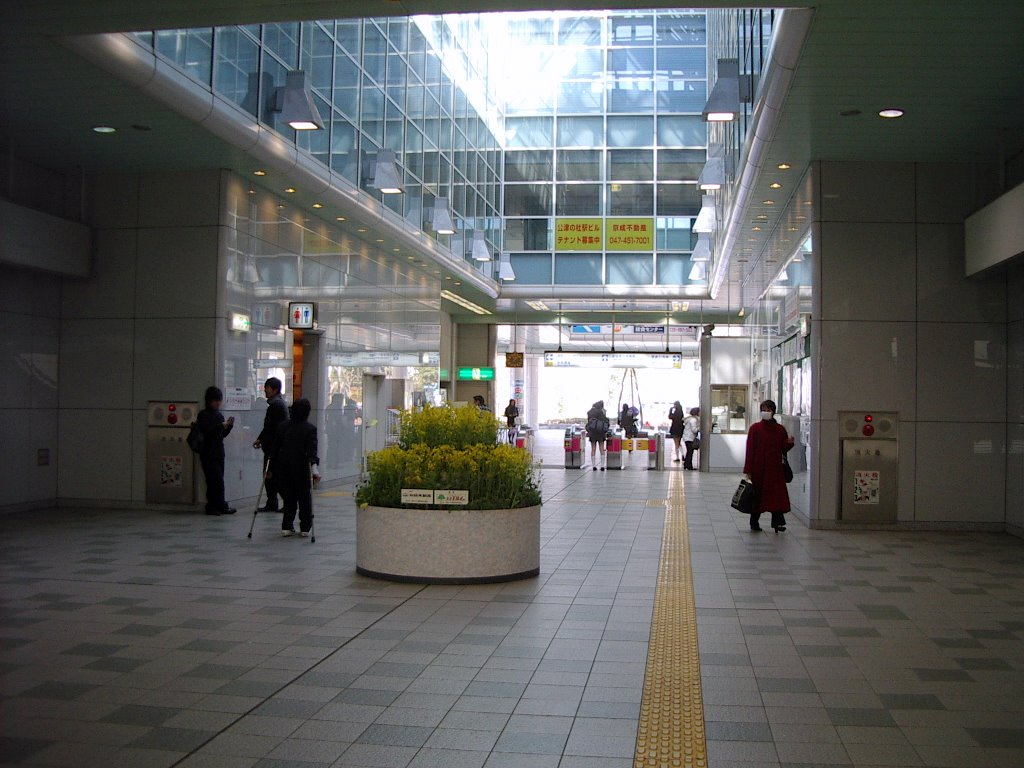
驗票口（2007年2月）

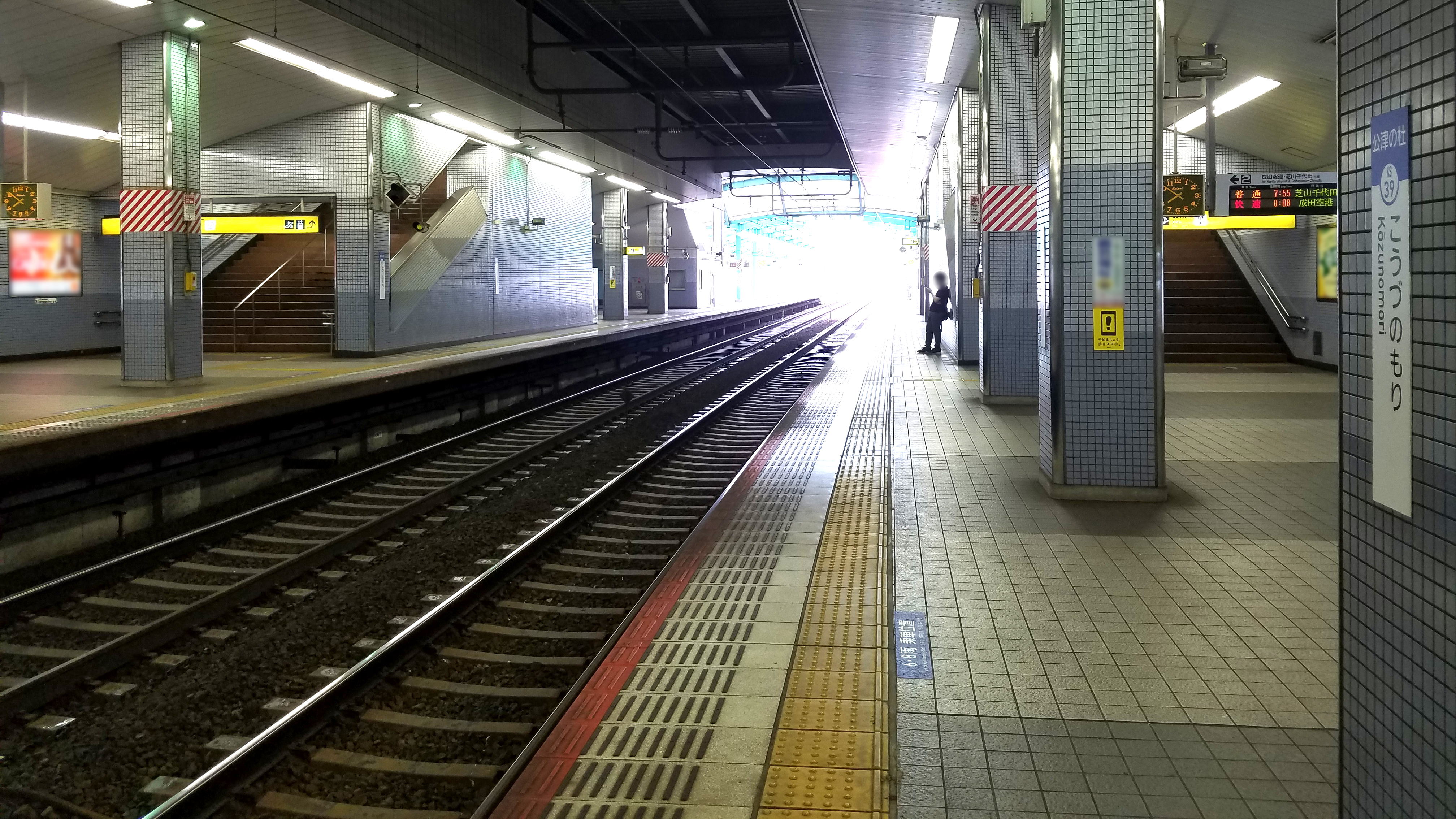
月台（2020年7月）

公津之杜站（日语：／ Kōzunomori eki */?）位於日本千葉縣成田市公津之杜四丁目，屬於京成電鐵本線的鐵路車站。車站編號是KS39，被選為關東車站百選。

## 年表
- 1994年（平成6年）4月1日 - 車站啟用[2]。
- 1997年（平成9年）- 入選「關東車站百選」[5]。

## 車站構造
本站的月台位於土塹處，為相對式月台2面2線構造。站房位於地面，為跨站式站房。本站是由京成成田站管理的鐵路車站，車站大廳與月台間透過樓梯、電扶梯與電梯連接。驗票口附近有多功能廁所。
站房「公津之杜車站大樓」三樓為春秋航空日本本社。而車站大廳內展示著大型藝術品，作品名為《陽琴》（The Harp），創作者為時忠彥。
| 月台 | 路線     | 方向 | 目的地                                |
| ---- | -------- | ---- | ------------------------------------- |
| 1    | 京成本線 | 下行 | 船橋、日暮里、上野、押上、 淺草線方向 |
| 2    | 京成本線 | 上行 | 成田、成田機場方向                    |

## 使用情況
- 京成電鐵 - 2024年度1日平均上下車人次為14,734人[京成 1]駅別乗降人員（2024年度1日平均） （页面存档备份，存于） - 京成電鉄</ref>。
京成線全部69個車站當中排行第36位。

開業以來的1日平均上下車人次和上車人次如下表。
| 年度               | 1日平均 上下車人次 | 1日平均 上車人次 | 來源              |
| ------------------ | ------------------ | ---------------- | ----------------- |
| 1994年（平成06年） |                    | 301              | [ 千葉県統計 1 ]  |
| 1995年（平成07年） |                    | 464              | [ 千葉県統計 2 ]  |
| 1996年（平成08年） |                    | 618              | [ 千葉県統計 3 ]  |
| 1997年（平成09年） |                    | 813              | [ 千葉県統計 4 ]  |
| 1998年（平成10年） |                    | 1,021            | [ 千葉県統計 5 ]  |
| 1999年（平成11年） |                    | 1,530            | [ 千葉県統計 6 ]  |
| 2000年（平成12年） |                    | 1,918            | [ 千葉県統計 7 ]  |
| 2001年（平成13年） |                    | 2,060            | [ 千葉県統計 8 ]  |
| 2002年（平成14年） | 3,903              | 2,146            | [ 千葉県統計 9 ]  |
| 2003年（平成15年） | 4,456              | 2,365            | [ 千葉県統計 10 ] |
| 2004年（平成16年） | 5,804              | 2,828            | [ 千葉県統計 11 ] |
| 2005年（平成17年） | 6,093              | 2,975            | [ 千葉県統計 12 ] |
| 2006年（平成18年） | 6,658              | 3,322            | [ 千葉県統計 13 ] |
| 2007年（平成19年） | 7,754              | 3,835            | [ 千葉県統計 14 ] |
| 2008年（平成20年） | 8,343              | 4,124            | [ 千葉県統計 15 ] |
| 2009年（平成21年） | 8,521              | 4,219            | [ 千葉県統計 16 ] |
| 2010年（平成22年） | 8,600              | 4,258            | [ 千葉県統計 17 ] |
| 2011年（平成23年） | 8,660              | 4,292            | [ 千葉県統計 18 ] |
| 2012年（平成24年） | 9,160              | 4,539            | [ 千葉県統計 19 ] |
| 2013年（平成25年） | 9,866              | 4,896            | [ 千葉県統計 20 ] |
| 2014年（平成26年） | 10,134             | 5,029            | [ 千葉県統計 21 ] |
| 2015年（平成27年） | 10,724             | 5,328            |                   |
| 2016年（平成28年） | 11,789             | 5,863            |                   |
| 2017年（平成29年） | 12,602             | 6,279            |                   |
| 2018年（平成30年） | 13,490             | 6,738            |                   |
| 2019年（令和元年） | 14,034             | 7,011            |                   |
| 2020年（令和2年）  | 9,628              | 4,814            |                   |
| 2021年（令和3年）  | 11,097             | 5,547            |                   |
| 2022年（令和4年）  | 12,240             | 6,119            |                   |
| 2023年（令和5年）  | 13,755             | 6,872            |                   |
| 2024年（令和6年）  | 14,734             | 7,368            |                   |

## 車站周邊
站前公寓林立。
- Your ELM（日语：ユアエルム）成田
  - 伊藤洋華堂成田店
  - 野島電器（日语：ノジマ）Your ELM成田店
- 國際醫療福祉大學成田校區
- DUNLOP SPORTS CLUB（日语：ダンロップスポーツクラブ）公津之杜
- 島村（日语：しまむら）公津之杜Fashion Mall
- 成田市立公津之杜小學校（日语：成田市立公津の杜小学校）
- 成田市立平成小學校
- 成田航空商務專門學校（日语：成田航空ビジネス専門学校）
- 公津之杜保育園
- 成田市消防本部（日语：成田市消防本部）赤坂消防署公津分署
- 成田紅十字醫院（日语：成田赤十字病院）
- 成田市公設地方批發市場（日语：成田市公設地方卸売市場）
- 成田公津之杜郵便局
- 公津之杜近隣公園
- 春秋航空日本本社

### 路線巴士
此地可搭乘千葉交通與成田空港交通的路線巴士。
另外還有都內發車的深夜急行巴士（千葉Green Bus、平和交通營運）。
公津之杜站
- 成田市內線：往京成成田站、JR成田站，往宗吾靈堂（日语：東勝寺 (成田市)），往成田湯川站（千葉交通）
- TDR線：往東京迪士尼度假區（千葉交通）
- 成田市社區巴士（日语：成田市コミュニティバス）：往成田市役所，往甚兵衛渡
- BonBelta購物巴士：往BonBelta百貨店（日语：ボンベルタ百貨店）
- 深夜急行巴士：經新橋站、有樂町站、津田沼站、八千代台站、勝田台站、JR成田站西口往成田機場（本站可乘車）（千葉Green Bus（日语：ちばグリーンバス））
- 深夜急行巴士：經銀座站、東京站往JR成田站（本站僅能下車）（平和交通）

Your ELM、洋華堂
- Circle Bus：（成田市內循環巴士）
  - A線（成田空港交通）：京成成田站、成田山新勝寺、成田機場周邊飯店方向
  - B線（千葉交通）：BonBelta百貨店（日语：ボンベルタ百貨店）、成田（日语：イオンモール成田）、成田機場周邊飯店方向

## 其他
- 京成卡（日语：京成カード）吉祥物京成熊貓（日语：京成パンダ）在設定上是住在「本站附近的公寓」[10]。

## 相鄰車站
京成電鐵
 本線
■快速特急
通過
■特急、■通勤特急、■快速、■普通
宗吾參道（KS38）－公津之杜（KS39）－京成成田（KS40）

## 註解
1. ↑  1994年4月1日開業。

1. ↑  iタウンページ　京成電鉄（株）公津の杜駅[永久]、2011年6月13日閲覧
2. 1 2  . 朝日新聞 (朝日新聞社). 1994-04-02: 朝刊 27.
3. ↑  .   [2016-07-03]. （原始内容存档于2016-05-23）.
4. ↑  京成電鉄停車駅案内PDF、2010年9月23日閲覧
5. 1 2  京成電鉄のひみつ（PHP研究所、2013年）p.68
6. ↑  .   [2018-10-28]. （原始内容存档于2016-08-14）.
7. ↑  .   [2018-10-28]. （原始内容存档于2018-10-28）.
8. ↑  成田市コミュニティバス路線図PDF
9. ↑  サークルバス路線図 （页面存档备份，存于）、2010年9月23日閲覧
10. ↑  京成カード　京成パンダ ファミリー紹介 （页面存档备份，存于）、2016年12月4日閲覧

## 外部連結
- 公津之杜｜電車與車站資訊｜京成電鐵
- 公津之杜站PDF - 京成電鐵